# Mary Doria Russell
Mary Doria Russell (n. 19 august 1950) este o scriitoare americană de ficțiune speculativă.

## Biografie
Russell s-a născut în Elmhurst, Illinois, o suburbie a orașului Chicago. Ambii părinți au lucrat în cadrul armatei, tatăl ca instructor militar Infanteria Marină, iar mama ca asistentă în Forțele Navale ale SUA. A avut parte de o educație catolică, dar a părăsit biserica la vârsta de cincisprezece ani. Încercarea de a-și da seama cât din învățăturile primite e bine să le transmită mai departe copiilor ei s-a reflectat în prezența religie în opera sa.
A absolvit Glenbard East High School, luându-și ulterior diploma în antropologie fizică la Universitatea Michigan.
Russell s-a convertit la Iudaism și trăiește în Lyndhurst, Ohio, o suburbie a orașului Cleveland, alături de soțul ei, Don. Cei doi au un fiu, pe nume Dan.

## Cariera scriitoricească
Primele două romane ale lui Russell, Pasărea Domnului și continuarea Children of God, au fost publicate la editura Villard (Random House) în 1996 și 1998. Ele prezintă primul contact cu o formă de viață extraterestră, explorând problema răului și modul în care se poate reconcilia ideea unei divinități binevoitoare cu cea a unui univers concret plin de suferință și răutate (Teodiceea). Pasărea Domnului a câștigat premiile Arthur C. Clarke, BSFA și Tiptree și a stat la baza primirii de către autoare a premiului John W. Campbell pentru cel mai bun scriitor nou în 1998. În Enciclopedia Science Fiction, editorul șef John Clute o numește pe Russell un „autor care și-a stabilit o reputație puternică în scurta ei carieră SF datorită subtilităților cognitive și a forței narative. După episodul Emilio Sandoz sequence [...] și-a îndreptat atenția spre alte domenii. [...] Datorită calității scrierilor sale și a seriozității cu care s-a aplecat asupra diverselor probleme expuse, unii critici au considerat că Pasărea Domnului nu poate fi SF. Russell nu pare să încurajeze această opinie.”
Acțiunea romanului istoric A Thread of Grace (2005) se petrece în nordul Italiei în timpul celui de-Al Doilea Război Mondial și vorbește atât despre Rezistența italiană, cât și despre situația gravă a refugiaților evrei din Europa care încercau să scape de persecuțiile naziștilor. Mare parte a poveștii are la bază istorisiri ale unor supraviețuitori din acea perioadă, când mulți cetățeni italieni le-au permis evreilor să se ascundă în fermele, orașele și porturile lor. (Russell are origini italiene și s-a convertit la iudaism.)
Dreamers of the Day (2008), un alt roman istoric, aduce în discuție Conferința de Pace de la Cairo din 1921. A cincea carte, Doc (2011), este o combinație de western și roman polițist, acțiunea petrecându-se în 1978 în Dodge City, când a început prietenia dintre Wyatt Earp și Doc Holliday.
În luna aprilie a anului 2015, cunoscutul fizician Freeman Dyson a declarat în New York Times Sunday Book Review că Mary Doria Russell este unul dintre cei trei scriitori pe care i-ar invita la o serată literară, alături de Joan Breton Connelly și Kristen R. Ghodsee.

## Cărți
- The Sparrow (1996)

ro. Pasărea Domnului - editura Trei, 2013
- Children of God (1998)
- A Thread of Grace: a novel (2005)
- Dreamers of the Day: a novel (2008)
- Doc (2011)
- Epitaph (2015)

## Premii
- Premiul James Tiptree, Jr., 1997, Pasărea Domnului[9]
- Premiul Asociației Britanice de Science Fiction (BSFA) pentru cel mai bun roman, 1998, Pasărea Domnului[9]
- Premiul Arthur C. Clarke, 1998, Pasărea Domnului[9]
- Premiul John W. Campbell Memorial pentru cel mai bun scriitor nou, 1998, citând Pasărea Domnului[5][9]
- Premiul pentru literatură Cleveland Arts Council
- Premiul American Library Association Readers Choice
- Premiul Gaylactic Spectrum Hall of Fame, 2001, Pasărea Domnului and Children of God[9]
- Premiul Kurd-Laßwitz (Germania), cel mai bun roman străin, 2001, Pasărea Domnului[9]

Nominalizări
- Premiul Hugo
- Premiul Month Club Best First Fiction